# Texel (waterschap)
Het waterschap Texel is een voormalig waterschap in de Nederlandse provincie Noord-Holland. Het waterschap werd ingesteld op 1 januari 1970 en bestond tot 1994. In dat jaar ging het waterschap op in het waterschap Hollands Kroon.
Voorgangers van het waterschap waren zes kleinere waterschappen, waarvan de belangrijkste waren de Dertig Gemeenschappelijke Polders (ruim 6000 ha) en de polder Eijerland (ruim 3000 ha). De overige vier polders waren alle kleiner dan 1000 ha: de Prins Hendrikpolder, de polder Het Burger Nieuwland, de polder Hoornder Nieuwland en de Kuil, en de polder Waal en Burg op Texel.
Naast waterkeringen en de daarmee samenhangende kunstwerken, had het waterschap bijna 150 km weg in beheer.
In 1987 verkocht het waterschap het natuurgebied De Schorren, ter grootte van 1.300 hectaren, aan Natuurmonumenten.

## Referentie
1. 1 2 3  Archief van het waterschap de Dertig Gemeenschappelijke Polders, Archief Alkmaar
2. ↑  www.texelsecourant.nl, Natuurmonumenten zegt visserman de wacht aan.. WaddenZee.nl (13 augustus 2002). Geraadpleegd op 12 mei 2014.